# Goya Lopes
Goya Lopes (Salvador, 7 de mayo de 1954) es una diseñadora textil y artista plástica brasileña.
Formada en Bellas Artes por la Universidad Federal de Bahía (UFBA), con especialización en la Universidad Internacional de Artes de Florencia, donde también estudió litografía, creó en 1986 la marca Didara ("bueno", en iorubá). Su objetivo era usar el estampado como técnica para contar la historia de las relaciones entre Brasil (especialmente Bahía) y África.

## Galardones
- Premio Museo de la Casa Brasileña en 1993.[4]